# Strendur
Strendur és un poble de l'illa de d'Eysturoy, a les illes Fèroe. És la localitat més gran del municipi de Sjóvar amb 439 habitants i n'exerceix també de capital. En tot el municipi hi viuen 529 persones (2021).
Strendur es troba a l'oest del fiord Skálafjørður. Al centre del poble hi ha una petita església del 1834; es la cinquena església més antiga del país. El poble es dedica a la indústria pesquera i té una fabrica tèxtil creada el 1949 anomenada Snældan on hi produeixen roba de llana feroesa. Produeixen el jersei tradicional feroès, tot i que produeixen també roba de moda.
A mitjans de juny se celebra el festival Eystanstevna. Aquest festival se celebra per torns entre Runavík i Strendur.
El municipi té 5 localitats. A la següent taula es mostren els habitants de cada una l'1 de gener de 2021:
| Localitat     | Habitants |
| ------------- | --------- |
| Innan Glyvur  | 38        |
| Kolbeinagjógv | 19        |
| Morskranes    | 11        |
| Selatrað      | 22        |
| Strendur      | 439       |
| TOTAL         | 529       |